# Gouda
Pour le fromage, voir Gouda (fromage).
Gouda (prononcé en néerlandais : [ˈɣʌu̯daː] ) est une ville et commune des Pays-Bas, en province de Hollande-Méridionale.
Fameuse pour son fromage, le gouda qui est encore vendu les jeudis au marché traditionnel, Gouda est également connue pour la fabrication de bougies, de pipes et de gaufrettes au sirop. Gouda a connu une importante industrie du drap et de nombreuses brasseries.

## Histoire
Le nom de Gouda est mentionné pour la première fois en 1139, dans une charte de l'évêque d'Utrecht. Gouda a commencé comme une petite communauté, au confluent de l'Yssel hollandais et du Gouwe pour devenir une ville de taille moyenne.
Au XIIIe siècle, la Gouwe est reliée au Vieux Rhin par un canal. Son embouchure devient un port et le château de Gouda (nl) est créé pour le protéger. Gouda se trouve sur une route commerciale entre la Flandre et la France d'une part et la mer Baltique d'autre part. En 1272, Florent V, comte de Hollande, confère à Gouda le statut de ville, consacrant son importance naissante. Des canaux, ou grachten, sont alors creusés et servent de moyens de transport à travers la ville.
Des incendies ravagent la ville en 1361 et 1438.
Pendant les querelles des Hameçons et des Cabillauds, la ville fait partie, avec les forteresses de Schoonhoven et d'Oudewater, de la base stratégique de la comtesse Jacqueline de Hainaut pour sa reconquête de la Hollande. En 1428, Philippe le Bon l'assiège dans la ville avec une armée bourguignonne importante et la force à capituler de ses prétentions avec le traité de Delft.
En 1572, l'occupation de la ville par les Gueux, néerlandais en rébellion contre la domination espagnole, entraîne de nouvelles destructions. La démolition du château de Gouda commence en 1577.
En 1574, 1625, 1636 et 1673, Gouda subit des épidémies de peste. Celle de 1673 est la plus meurtrière : 2 995 habitants, soit 20 % de la population, y succombent.

## Lieux et monuments
- L'hôtel de ville, érigé entre 1448 et 1450, l'un des plus anciens hôtels de ville des Pays-Bas ;
- Le Waag (Poids public), construit en 1667, classé monument national ;
- La Grote of Sint-Janskerk, la plus vaste église des Pays-Bas, célèbre pour ses vitraux réalisés entre 1530 et 1603.
- La Maison des quatre couronnés (Gouda) (nl), est une maison classée monument historique de style gothique tardif au numéro 6 de la Naaierstraat du nom de la frise du début du XVIe siècle, représentant quatre martyrs du IVe siècle, qui refusèrent en 306 de construire une statue idolâtre pour l'empereur Dioclétien.

## Personnalités liées à Gouda
- Anna Barbara van Meerten-Schilperoort (1778-1853), militante des droits des femmes, est enterrée à Gouda.
- Hieronymus van Alphen (1746-1803), écrivain
- Dirck Volkertszoon Coornhert (1522-1590), philosophe et théologien
- Lotte van Dam (1969-), réalisatrice et actrice
- Dick van Dijk (1946-1997), footballeur
- Ed de Goey (1966-), footballeur
- Nicolas Goudanus (vers 1517-1565), prêtre jésuite, théologien et prédicateur
- Joep van der Geest (1980-), acteur et metteur en scène néerlandais.
- Cornelis de Houtman (1565-1599), explorateur et fondateur du premier comptoir hollandais aux Indes orientales[5]
- Johan Herman de Lange (1759-1818), homme politique
- Fahd Larhzaoui, acteur néerlandais d'origine marocaine.
- Gerard Carel Coenraad Vatebender (1758-1822), homme politique
- Golan Yosef (1984-), danseur et acteur
- Michael van der Mark (1992-), pilote de vitesse moto

## Galerie

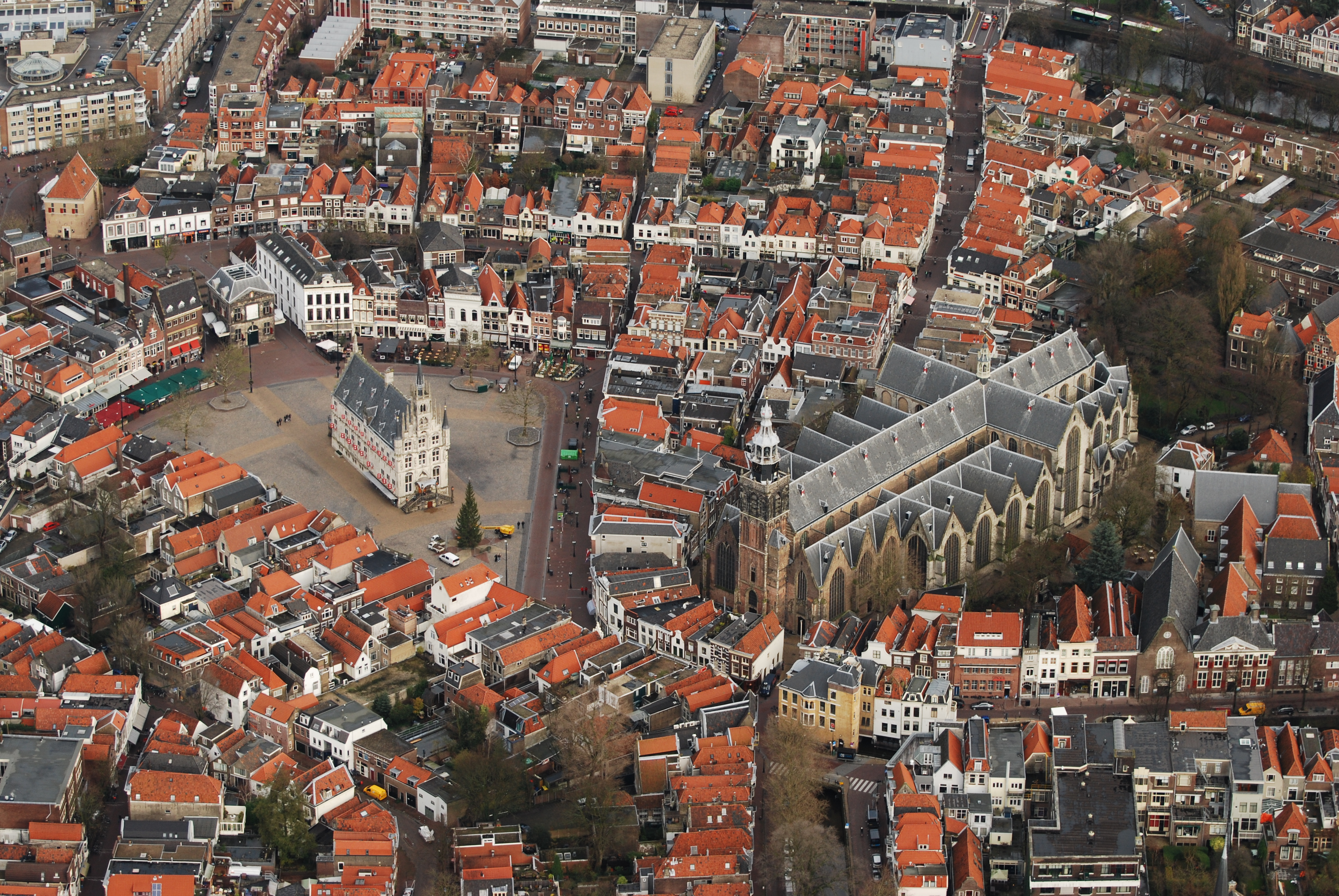
Le centre historique de Gouda.
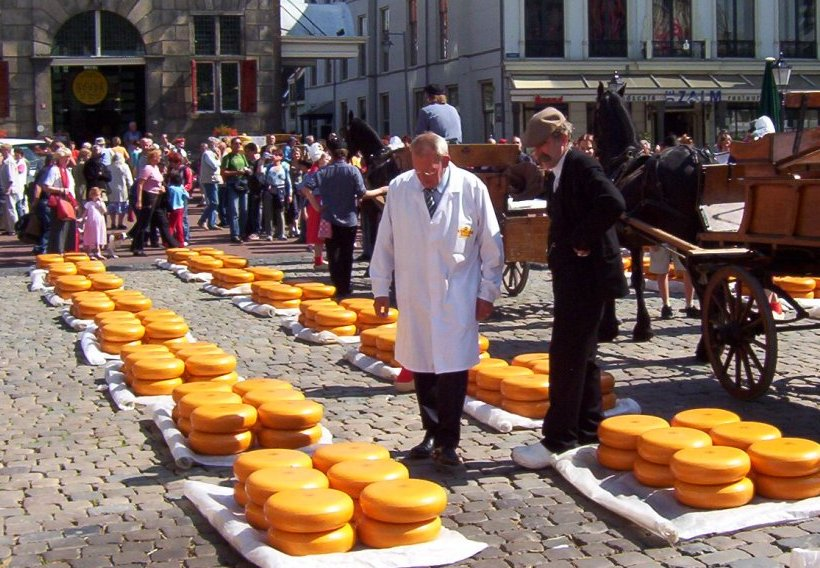
Marché au fromage dans la ville de Gouda.
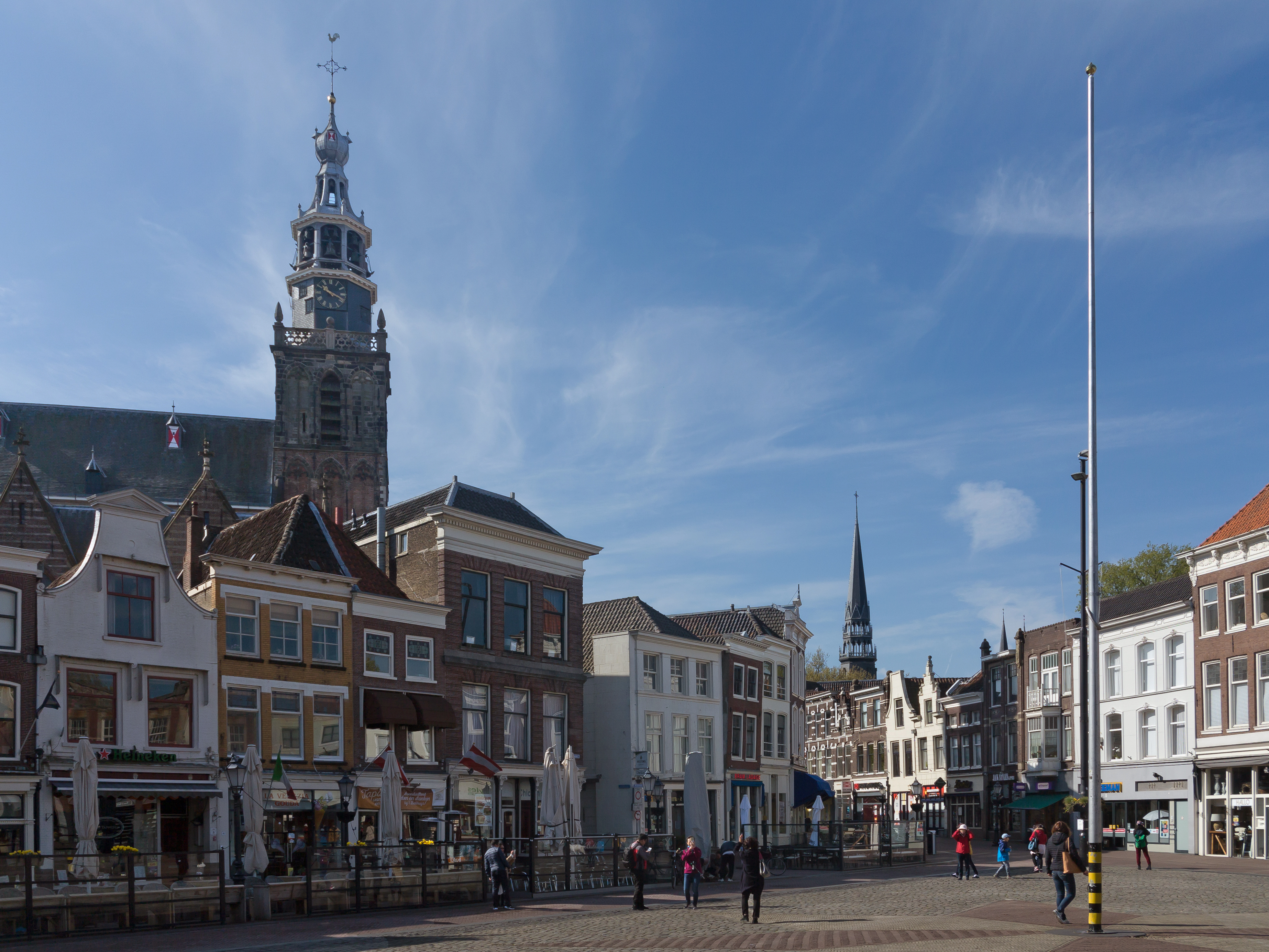
Deux tours de l'églises (la Grote ou Sint Janskerk et la Gouwekerk).